# Jean Oleksiak
Jean Oleksiak (* 16. März 1935 in Villuis, Département Seine-et-Marne) ist ein französischer Fußballspieler.

## Karriere
Der offensive Mittelfeldmann begann seine Karriere im Erwachsenenbereich im nordfranzösischen Bruay; mit dem dortigen Amateurklub Union Sportive Ouvrière erreichte er in der Saison 1954/55 das Pokal-Sechzehntelfinale. Ab 1955 spielte er acht Jahre lang mit der AS Saint-Étienne in der Division 1 (Ausnahme: die Saison 1962/63 verbrachte Saint-Étienne in der Division 2, stieg aber am Ende als Meister umgehend wieder auf). Darin kam er zwar nur in 115 Erstligaspielen zum Einsatz, in denen er 16 Treffer erzielte; aber er gewann mit den Verts einen Meistertitel, war auch im Landespokalfinale siegreich und wurde zweimal Gewinner der Trophée des Champions. Außerdem trug er eine Saison lang die Farben des OSC Lille, dem er 1963/64 gleichfalls zu Zweitligameisterschaft und Aufstieg mitverhalf, sowie zweier Amateurvereine.
Jean Oleksiak hat speziell in Saint-Étienne mit einer Vielzahl von erfolgreichen Fußballern, auch etlichen Nationalspielern in einer Elf gestanden; darunter waren Claude Abbes, Kees Rijvers, Yvon Goujon, René Ferrier, Robert Herbin, Rachid Mekhloufi, Eugène Njo-Léa, Aimé Jacquet und Jacques Foix. Er selbst trug jedoch nie den Dress der Bleus.
Im Rahmen der Europapokalwettbewerbe kam er dennoch zu drei internationalen Pflichtspieleinsätzen. Dabei erzielte er in der Meisterpokal-Saison 1957/58 den frühen Führungstreffer im Rückspiel gegen die Glasgow Rangers, der das Ausscheiden der ASSE aber nicht verhindern konnte, und auch 1962/63 spielte er noch einmal auf dieser Ebene, diesmal allerdings im europäischen Pokalsiegerwettbewerb.

## Palmarès
- Französischer Meister: 1957
- Französischer Pokalsieger: 1962 (und Finalist 1960)
- Gewinner des französischen Supercups: 1957, 1962
- Gewinner der Coupe Charles Drago: 1958
- Zweitligameister: 1963, 1964